# Վ

Վとվ

筆記体

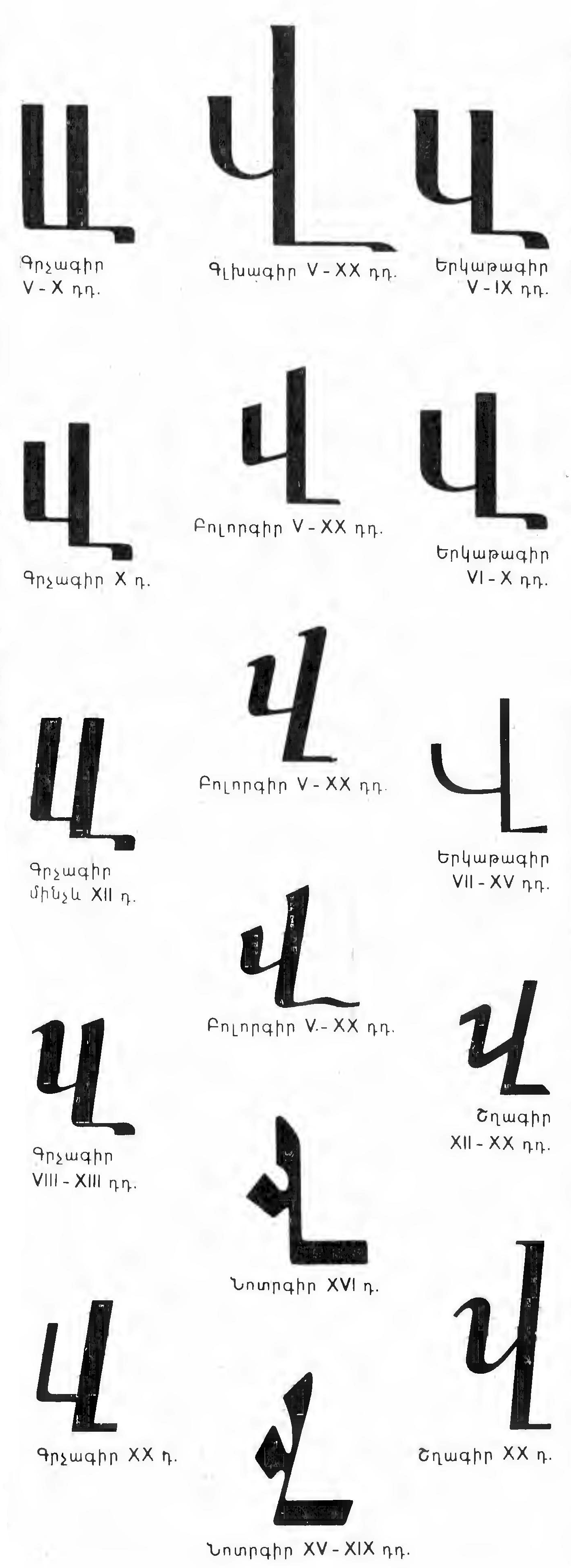
Վとվの様々な書体

Վ, վ（アルメニア語: վեվまたはվև、発音はvev）は、アルメニア文字の30番目の文字である。405年ごろにメスロプ・マシュトツによって作成されたと見られる。

## 使用
東アルメニア語・西アルメニア語では有声唇歯摩擦音[v]を表す。ラテン文字化する時は「V」と記す。記数法では3000を表す。
1922年の正書法改正で同音の「Ւ」は合字「Ու」「և」以外の場合で廃止されたため、すべての「Ւ」がこの文字に書き換えられる。また、[v]と発音する「ու」も「վ」に書き換えられる。現行のアルメニア共和国の正書法でもこれを継承している（թիւ → թիվ、Եւրոպա → Եվրոպա、բացուել → բացվելなど）。
文法上でこの文字を動詞の原形の語尾-ելの前に挿入するなどにより、受動態となる（սիրել → սիրվել、խոսել → խոսվել、կարդալ → կարդացվելなど）。

## 書体

## 符号位置
| 文字 | Unicode | JIS X 0213 | 文字参照        | 備考 |
| ---- | ------- | ---------- | --------------- | ---- |
| Վ    | U+054E  | -          | &#x54E; &#1358; |      |
| վ    | U+057E  | -          | &#x57E; &#1406; |      |